# Stazione di Nardò Centrale
La stazione di Nardò Centrale è una delle due stazioni ferroviarie al servizio del comune di Nardò ed è posta all’intersezione delle linee Lecce-Gallipoli e Novoli-Gagliano del Capo. Gestita dalle Ferrovie del Sud Est, è entrata in servizio nel 1884, assieme al tronco Zollino-Nardò della linea Lecce-Gallipoli. 
Nel 1907 divenne una stazione di diramazione con la linea Novoli-Gagliano.

## Servizi
La stazione dispone di:
- Biglietteria a sportello e automatica
- Servizi igienici
- Area per l'attesa
- Accessibilità per portatori di handicap
- Fermata autolinee extraurbane
- Parcheggio di scambio

## Movimento
La stazione è servita dai treni regionali svolti dalle Ferrovie del Sud Est nelle relazioni Lecce - Gagliano Leuca via le linee 2 e 3 e Lecce - Gallipoli via la linea 5.